# 110 mètres haies aux championnats du monde d'athlétisme 2019
Pour un article plus général, voir Championnats du monde d'athlétisme 2019.
Navigation
Londres 2017 Eugene 2022
L'épreuve du 110 mètres haies des championnats du monde de 2019 se déroule les 30 septembre et 2 octobre 2019 dans le Khalifa International Stadium, au Qatar.

## Résultats

### Finale
| Rang               | Couloir | Athlète                 | Nationalité             | Temps   | Notes                |
| ------------------ | ------- | ----------------------- | ----------------------- | ------- | -------------------- |
| Médaille d'or      | 6       | Grant Holloway          | États-Unis              | 13 s 10 |                      |
| Médaille d'argent  | 9       | Sergueï Choubenkov      | Athlète neutre autorisé | 13 s 15 |                      |
| Médaille de bronze | 7       | Pascal Martinot-Lagarde | France                  | 13 s 18 |                      |
| Médaille de bronze | 5       | Orlando Ortega          | Espagne                 | 13 s 30 | Médaillé après appel |
| 5                  | 2       | Xie Wenjun              | Chine                   | 13 s 29 |                      |
| 6                  | 1       | Shane Brathwaite        | Barbade                 | 13 s 61 |                      |
| 7                  | 3       | Devon Allen             | États-Unis              | 13 s 70 |                      |
| 8                  | 8       | Milan Trajkovic         | Chypre                  | 13 s 87 |                      |
|                    | 4       | Omar McLeod             | Jamaïque                | DQ      |                      |

### Demi-finales
Les 2 premiers de chaque série (Q) et les 2 meilleurs temps (q) se qualifient pour la finale.
| Rang | Série | Couloir | Nom                     | Nationalité             | Temps | Notes |
| ---- | ----- | ------- | ----------------------- | ----------------------- | ----- | ----- |
| 1    | 2     | 5       | Omar McLeod             | Jamaïque                | 13.08 | Q     |
| 2    | 1     | 5       | Grant Holloway          | États-Unis              | 13.10 | Q     |
| 3    | 2     | 6       | Pascal Martinot-Lagarde | France                  | 13.12 | Q, SB |
| 4    | 3     | 4       | Orlando Ortega          | Espagne                 | 13.16 | Q     |
| 5    | 1     | 6       | Sergueï Choubenkov      | Athlète neutre autorisé | 13.18 | Q     |
| 6    | 2     | 7       | Xie Wenjun              | Chine                   | 13.22 | q     |
| 7    | 3     | 7       | Milan Trajkovic         | Chypre                  | 13.29 | Q, SB |
| 8    | 2     | 9       | Devon Allen             | États-Unis              | 13.36 | q     |
| 9    | 3     | 5       | Antonio Alkana          | Afrique du Sud          | 13.47 |       |
| 10   | 1     | 2       | Dimitri Bascou          | France                  | 13.48 |       |
| 11   | 2     | 8       | Chen Kuei-Ru            | Taipei chinois          | 13.52 |       |
| 12   | 2     | 2       | Hassane Fofana          | Italie                  | 13.52 |       |
| 13   | 2     | 4       | Jason Joseph            | Suisse                  | 13.53 |       |
| 14   | 3     | 9       | Konstadinos Douvalidis  | Grèce                   | 13.54 |       |
| 15   | 1     | 9       | Yaqoub al-Youha         | Koweït                  | 13.57 |       |
| 16   | 3     | 8       | Andrew Riley            | Jamaïque                | 13.57 |       |
| 17   | 3     | 6       | Shunya Takayama         | Japon                   | 13.58 |       |
| 18   | 1     | 4       | Andrew Pozzi            | Royaume-Uni             | 13.60 |       |
| 19   | 1     | 3       | Orlando Bennett         | Jamaïque                | 13.60 |       |
| 19   | 3     | 3       | Wilhem Belocian         | France                  | 13.60 |       |
| 21   | 3     | 2       | Nicholas Hough          | Australie               | 13.61 |       |
| 22   | 2     | 3       | Yohan Chaverra          | Colombie                | 13.76 |       |
| 23   | 1     | 8       | Shane Brathwaite        | Barbade                 | 14.29 | qJ    |
|      | 1     | 7       | Ronald Levy             | Jamaïque                | DQ    |       |

### Séries
Les 4 premiers de chaque série (Q) et les 4 meilleurs temps (q) se qualifient pour les demi-finales.
| Rang | Série | Couloir             | Nom                     | Nationalité             | Temps | Notes |
| ---- | ----- | ------------------- | ----------------------- | ----------------------- | ----- | ----- |
| 1    | 5     | 9                   | Orlando Ortega          | Espagne                 | 13.15 | Q     |
| 2    | 1     | 9                   | Omar McLeod             | Jamaïque                | 13.17 | Q     |
| 3    | 4     | 8                   | Grant Holloway          | États-Unis              | 13.22 | Q     |
| 4    | 2     | 6                   | Sergueï Choubenkov      | Athlète neutre autorisé | 13.27 | Q     |
| 5    | 4     | 7                   | Shunya Takayama         | Japon                   | 13.32 | Q     |
| 6    | 1     | 3                   | Milan Trajkovic         | Chypre                  | 13.37 | Q, SB |
| 7    | 2     | 8                   | Xie Wenjun              | Chine                   | 13.38 | Q     |
| 8    | 2     | 5                   | Jason Joseph            | Suisse                  | 13.39 | Q, NR |
| 9    | 1     | 6                   | Antonio Alkana          | Afrique du Sud          | 13.41 | Q     |
| 10   | 4     | 4                   | Konstadinos Douvalidis  | Grèce                   | 13.43 | Q, SB |
| 11   | 4     | 6                   | Yaqoub Al-Youha         | Koweït                  | 13.43 | Q     |
| 12   | 3     | 5                   | Pascal Martinot-Lagarde | France                  | 13.45 | Q     |
| 13   | 1     | 7                   | Devon Allen             | États-Unis              | 13.46 | Q     |
| 14   | 5     | 7                   | Ronald Levy             | Jamaïque                | 13.48 | Q     |
| 15   | 1     | 2                   | Hassane Fofana          | Italie                  | 13.49 | q     |
| 16   | 4     | 5                   | Orlando Bennett         | Jamaïque                | 13.50 | q     |
| 17   | 2     | 3                   | Shane Brathwaite        | Barbade                 | 13.51 | Q     |
| 18   | 3     | 9                   | Andrew Pozzi            | Royaume-Uni             | 13.53 | Q     |
| 19   | 4     | 2                   | Dimitri Bascou          | France                  | 13.53 | q     |
| 20   | 5     | 6                   | Chen Kuei-Ru            | Taipei chinois          | 13.57 | Q     |
| 21   | 1     | 5                   | Nicholas Hough          | Australie               | 13.60 | q     |
| 22   | 2     | 4                   | Valdó Szűcs             | Hongrie                 | 13.60 |       |
| 23   | 1     | 8                   | Vitali Parakhonka       | Biélorussie             | 13.65 |       |
| 24   | 5     | 8                   | Wilhem Belocian         | France                  | 13.67 | Q     |
| 25   | 3     | 2                   | Andrew Riley            | Jamaïque                | 13.67 | Q     |
| 26   | 5     | 4                   | Zeng Jianhang           | Chine                   | 13.68 |       |
| 27   | 5     | 5                   | Lorenzo Perini          | Italie                  | 13.70 |       |
| 28   | 2     | 9                   | Elmo Lakka              | Finlande                | 13.73 |       |
| 29   | 2     | 7                   | Taio Kanai              | Japon                   | 13.74 |       |
| 30   | 5     | 2                   | Louis François Mendy    | Sénégal                 | 13.75 |       |
| 31   | 3     | 8                   | Yohan Chaverra          | Colombie                | 13.76 | Q     |
| 32   | 2     | 2                   | Eduardo Rodrigues       | Brésil                  | 13.92 |       |
| 33   | 3     | 3                   | Ruan de Vries           | Afrique du Sud          | 14.07 |       |
| 34   | 5     | 3                   | Roger Iribarne          | Cuba                    | 14.37 |       |
| 35   | 4     | 9                   | Anousone Xaysa          | Laos                    | 14.54 |       |
| 36   | 4     | 1                   | Fadane Hamadi           | Comores                 | 14.79 |       |
|      | 3     | 7                   | Jeffrey Julmis          | Haïti                   | DQ    |       |
| 3    | 4     | Daniel Roberts      | États-Unis              | DQ                      | DQ    |       |
| 1    | 4     | Gabriel Constantino | Brésil                  | DQ                      | DQ    |       |
| 4    | 3     | Damian Czykier      | Pologne                 | DNS                     | DNS   |       |
| 3    | 6     | Shunsuke Izumiya    | Japon                   | DNS                     | DNS   |       |

## Légende
Records et Performances
- AR : Record continental (area record)
- CR : Record des championnats (championship record)
- MR : Record du meeting (meet record)
- NR : Record national (national record)
- OR : Record olympique (olympic record)
- PR : Record paralympique (paralympic record)
- PB : Record personnel (personal best)
- SB : Meilleure performance personnelle de la saison (season's best)
- WL : Meilleure performance mondiale de l'année (world leader)
- WJR : Record du monde junior (world junior record)
- WR : Record du monde (world record)

Circonstances et Conditions
- DNF : N'a pas terminé (did not finish)
- DNS : N'a pas pris le départ (did not start)
- DQ : Disqualification (disqualification)
- NM : Aucun essai valable enregistré (No Mark)
- Q : Qualifié « directement » au prochain tour (ou à la prochaine compétition), lors d'une compétition majeure, grâce au classement ou à la réalisation des minima (automatic qualifier)
- q : Qualifié au prochain tour (ou à la prochaine compétition), lors d'une compétition majeure, grâce au repêchage ou à la réalisation de l'une des meilleures performances parmi celles des « non qualifiés directement » (grâce au meilleur temps ou à la meilleure distance par exemple) (secondary qualifier)